# Kenherchepešefova knihovna
Kenherchepešefova knihovna je moderní konvenční označení užívané v egyptologii pro skupinu staroegyptských hieratických papyrů, o nichž se předpokládá, že byly součástí soukromého archivu písaře Kenherchepešefa působícího v polovině 19. dynastie ve vesnici dělníků pracujících na budování královských hrobek v Dér el-Medíně. Je tak jednou z nejstarších známých soukromých knihoven vůbec. Soubor byl nalezen v průběhu francouzských vykopávek v roce 1928. Jedním z jeho identifikačních znaků je specifický a těžko čitelný hieratický rukopis písaře.
Sbírka obsahovala texty literární (včetně milostné poezie), mravoučné, historické i administrativní, převažují však díla mytologická, magická (včetně snáře) a lékařská. Alan Henderson Gardiner se proto mylně domníval, že musela být součástí profesionální výbavy praktikujícíko kouzelníka a lékaře. Dokládá šíři zájmů svého majitele a přestože jiné podobné soukromé sbírky nejsou známé, je možné, že ve své době nebyla nijak unikátní: dá se předpokládat, že každý déle sloužící písař si pro své potřeby mohl sestavit podobnou. Kromě zachování samotných textů tedy její význam spočívá i v tom, že ukazuje šíři zájmů a intelektuální obzory vzdělaného Egypťana dané doby. Po Kenherpešefově smrti knihovnu převzala jeho rodina a uchovávala ji; po nějaké době ale začaly být svitky sekundárně používány k poznámkám a nebylo s nimi nakládáno nijak šetrně. Nicholas Reeves v této souvislosti upozorňuje na text dopisu ze samého závěru Nové říše:
„Co se týká dokumentů, na něž nebe pršelo v domě písaře Horšeriho, mého (dědečka), vynesl´s je a my shledali, že nejsou smazány. Řekl jsem ti: ´Já je znovu rozvážu.´ Shodil jsi je dolů a my jsme je uložili v hrobce Amennachta, mého (pra)dědečka.“